# Sostanza organica del terreno

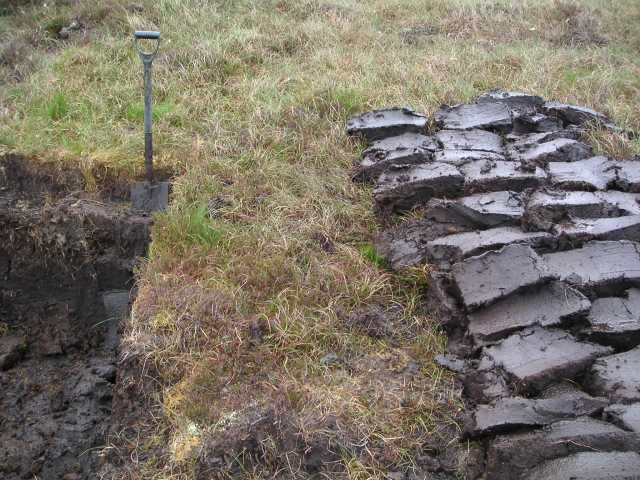
Torba

La sostanza organica del terreno è l'insieme dei composti organici presenti nel suolo, di origine sia animale che vegetale. Questo insieme, eterogeneo sotto diversi aspetti, è in gran parte compreso fra i costituenti della frazione solida ed è di prevalente origine biologica.

## Identificazione e classificazione
Data la notevole variabilità dei componenti della sostanza organica non è possibile inquadrarla con una definizione che sia al tempo stesso sintetica ed esaustiva. La stessa attribuzione di un'origine biologica sarebbe di per sé riduttiva in quanto una quota, sia pur minima, è di origine sintetica. L'unica proprietà inconfutabile che identifica un componente della sostanza organica è la presenza del carbonio organico, ossia con un numero di ossidazione inferiore a +4.
Fanno parte dell'insieme della sostanza organica:
- la biomassa vivente, costituita da tutti gli organismi viventi presenti nel suolo (animali, radici dei vegetali, microrganismi);
- la biomassa morta, costituita dai rifiuti e dai residui degli organismi viventi presenti nel terreno e da qualsiasi materiale organico di origine biologica, più o meno trasformato e apportato dall'uomo; nel terreno si trova in stato più o meno avanzato di decomposizione (residui della vegetazione, carcasse di animali, fertilizzanti organici, deiezioni, ecc.);
- sostanza organica di natura sintetica, costituita da prodotti derivati da una sintesi industriale e apportati più o meno volontariamente dall'uomo (plastica, residui di fitofarmaci, concimi organici di natura sintetica, ecc.); il loro ruolo nella dinamica della sostanza organica è strettamente dipendente dalla biodegradabilità, che a sua volta dipende dalla complessità strutturale dei componenti e dalla presenza di microrganismi in grado di aggredirli (in particolare Attinomiceti);
- humus, un eteropolimero prodotto da una rielaborazione microbica della sostanza organica decomposta a partire da composti organici semplici e nuclei di condensazione aromatici di bassa biodegradabilità, questi ultimi derivati per lo più dalla decomposizione microbica delle lignine.

La classificazione della sostanza organica in pedologia segue due differenti approcci: il primo distingue la sostanza organica in tipi sulla base di caratteristiche morfologiche quali alcune proprietà chimiche, l'aspetto esteriore, la presenza di determinati organismi viventi e fa riferimento ad un aspetto specifico della sostanza organica; il secondo invece è di carattere più generale in quanto distingue la sostanza organica in classi sulla base del grado di decomposizione.

### Classi di sostanza organica (terreno)

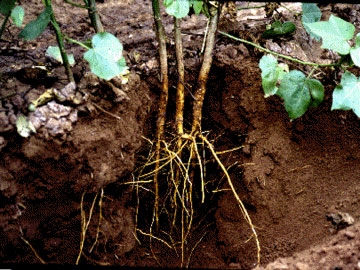
Le radici delle piante appartengono alla classe delledaphon.

La classificazione secondo classi è un approccio più funzionale in quanto prende in esame lo stadio di evoluzione delle trasformazioni nell'ambito del ciclo del carbonio e si adatta ad essere applicata in un ambito più vasto di quello precedente. Per contro, la demarcazione delle diverse classi non è molto netta a causa della complessità e della sovrapposizione dei processi di decomposizione del terreno
Si distinguono quattro classi, non tutte indicate con una denominazione specifica:
1. La prima classe, detta spesso edaphon, è la sostanza organica costituita dalla biomassa vivente e, quindi, dall'insieme degli organismi viventi presenti nel suolo (pedofauna, apparati radicali delle piante, microflora batterica e fungina. La composizione dell'edaphon è fondamentale in quanto può condizionare notevolmente lo sviluppo delle trasformazioni successive.
2. La seconda classe è la sostanza organica non decomposta costituita dalla biomassa morta. Le caratteristiche intrinseche dipendono strettamente dalle condizioni ambientali e dalla cenosi edafica:
  - nei suoli forestali prevalgono i residui della parte aerea delle piante, per lo più rami e foglie, ma possono esserci marcate differenziazioni secondo le caratteristiche del bosco, che può favorire o meno lo sviluppo di un sottobosco erbaceo;
  - nei suoli naturali ricoperti da vegetazione prevalentemente erbacea (prateria, pascolo) prevalgono i residui degli apparati radicali, in particolare con vegetazione prevalentemente composta da graminacee;
  - nei suoli agrari si può notare un'estrema variabilità in funzione delle tecniche adottate; in generale si delinea un ruolo fondamentale per gli apparati radicali delle piante, ai quali si aggiungono eventualmente i residui colturali e altri materiali organici incorporati con le lavorazioni.
3. La terza classe è la sostanza organica in via di decomposizione. Si tratta della classe meno delineata a causa della eterogeneità e complessità dei processi in corso, che risentono anche della forte differenziazione in funzione delle condizioni ambientali. In generale si osserva un grado più o meno avanzato di decomposizione, ma con la possibilità di identificare ancora il materiale organico di provenienza. Nei suoli forestali sono facilmente individuabili i miceli fungini che permeano il materiale in decomposizione.
4. La quarta classe s'identifica con l'humus, in altri termini con il prodotto finale delle trasformazioni che non confluiscono nella mineralizzazione e che vedono la rielaborazione, la polimerizzazione e la condensazione dei composti organici semplici attuate da una parte della pedofauna e, soprattutto, dalla microflora edafica. Nella letteratura si suole spesso distinguere due sottoclassi che fanno riferimento al rapporto con la frazione minerale del suolo:
  - humus stabile: è rappresentato dall'humus legato alla frazione minerale con formazione di complessi argillo-umici;
  - humus labile: è rappresentato dall'humus non incorporato nella frazione minerale, dalla quale può essere separato con mezzi fisici; secondo alcuni autori questa sottoclasse rappresenta uno stadio prematuro della fase finale dell'umificazione e andrebbe a rigore inserito nella terza classe.

Le quattro classi della sostanza organica sono presenti in tutti i suoli in cui è attivo un processo di decomposizione e umificazione, tuttavia, a parte l'edaphon non sempre sono di facile identificazione. Fanno eccezioni i suoli forestali, nei quali in genere si verifica una marcata demarcazione delle classi lungo il profilo del suolo, con l'eccezione della prima, che per sua natura si sviluppa in parte fuori dal suolo, in parte negli orizzonti superficiali. La seconda classe si localizza nel sottorizzonte L dell'orizzonte O (nella letteratura indicato anche come orizzonte Aooo) e rappresenta la lettiera indecomposta formata da foglie e rami. La terza classe si localizza nel sottorizzonte F dell'orizzonte O e rappresenta la lettiera in via di decomposizione, ricca di ife fungine e pedofauna. La quarta classe si localizza in parte nel sottorizzonte H dell'orizzonte O (humus labile) e in parte nell'orizzonte A (humus stabile).

## Humus e sostanza organica
Come si evince dai paragrafi precedenti, la sostanza organica non s'identifica a rigore nell'humus, anche se spesso si tende ad usare i due termini come sinonimi.
La sostanza organica rappresenta l'insieme degli stadi del ciclo del carbonio che si contrappongono alla fase minerale. In generale il suo ruolo nelle proprietà fisiche e chimiche è secondario e indiretto quando si fa riferimento alle prime tre classi, per quanto sia fondamentale per influenzarne l'evoluzione. Fondamentale è invece il ruolo biologico ed ecologico.
L'humus rappresenta la parte della sostanza organica più attiva dal punto di vista fisico e chimico, influenza più o meno direttamente una parte considerevole della chimica del suolo ed è in stretta relazione con l'attività biologica di assorbimento degli elementi nutritivi. Attraverso i processi di umificazione e mineralizzazione, l'humus è in equilibrio con la sostanza organica del terreno e, sotto l'aspetto ecologico, rappresenta una deviazione reversibile del ciclo del carbonio.
Da quanto detto, è presumibile che una dotazione elevata di sostanza organica non si accompagni necessariamente ad un tenore elevato in humus, con riflessi fondamentali sulle proprietà chimiche del terreno. Un suolo può essere infatti soggetto ad un intenso accumulo di sostanza organica indecomposta a causa di una stentata umificazione o, al contrario, vedere una mineralizzazione rapida e intensa, che sottrae gran parte della sostanza organica ai processi finali dell'umificazione. Queste tendenze sono regolate dal concorso di molteplici fattori, fra i quali sono rilevanti i seguenti:
- le condizioni climatiche, con particolare riferimento alle precipitazioni, alla temperatura e, eventualmente, al loro decorso stagionale;
- il potenziale di ossidoriduzione del terreno;
- l'attività biologica e la composizione della biocenosi edafica;
- il rapporto C/N della sostanza organica indecomposta.

In passato si è cercato di quantificare questi concetti con i coefficienti isoumici che, almeno in linea teorica, rappresentano un modello di rappresentazione del bilancio della sostanza organica nel terreno, ma che per la complessità dei fattori in gioco ne rendono ardua l'applicazione ai fini pratici se non in linea del tutto approssimativa.

## Funzioni della sostanza organica
Fermo restando che le proprietà chimiche e fisiche si espletano in gran parte nello stato di humus, alla sostanza organica sensu lato si attribuiscono varie funzioni che, in generale, contribuiscono a migliorare la fertilità di un terreno.
Fra le funzioni fisico-meccaniche si segnalano da un lato gli effetti benefici sulla struttura e dall'altro l'attenuazione dei difetti derivanti da una tessitura non equilibrata:
- Attraverso la formazione dei complessi argillo-umici, la sostanza organica umificata migliora la struttura del terreno, specie in presenza di una buona dotazione in calcio, permettendo la formazione di aggregati strutturali primari di dimensioni ottimali e tali da far evolvere la struttura verso il tipo grumoso.
- Nei terreni sciolti migliora la capacità di ritenzione idrica. Va specificato in proposito che l'humus ha una capacità d'imbibizione tale da assorbire e trattenere quantitativi d'acqua fino a 20 volte il proprio peso.
- Nei terreni argillosi migliora la permeabilità e il rapporto fra macro e micropori e riduce la tenacità. Questi effetti derivano per lo più dal passaggio da una struttura granulare ad una struttura grumosa.
- In generale riduce la predisposizione all'erosione superficiale, sia per l'eventuale presenza di una lettiera, sia per la formazione di aggregati strutturali più stabili.
- Aumenta la capacità portante del terreno, riducendo i danni dovuti alla compressione esercitata dalle macchine agricole e dal calpestamento da parte di uomini e animali.

Fra le funzioni chimiche e fisico-chimiche si segnala in particolare il ruolo svolto nelle dinamiche che regolano la disponibilità e l'assorbimento degli elementi nutritivi, in gran parte dovuto all'aumento del tenore in colloidi:
- Aumento della capacità di ritenzione delle basi (potassio, calcio, magnesio) in virtù dell'elevata capacità di scambio cationico dell'humus.
- Aumento della capacità di ritenzione del fosforo per adsorbimento anionico.
- Aumento della capacità di ritenzione degli elementi nutritivi per assorbimento biologico. Questa funzione è fondamentale per il trattenimento degli elementi molto mobili (azoto e zolfo), ma in generale interessa anche gli altri elementi nutritivi, soprattutto quando il terreno ha una bassa capacità di scambio.
- Rallentamento delle dinamiche relative alla retrogradazione del fosforo.
- Protezione dei microelementi dall'insolubilizzazione grazie alla chelazione.
- Aumento del potere tampone
- Sequestro del carbonio atmosferico che fa del suolo un importante serbatoio di carbonio[1].

Fra le funzioni biologiche si segnala il ruolo svolto come substrato alimentare per lo sviluppo della pedofauna e dei microrganismi, ma anche un'azione di stimolazione dell'attività delle radici, che si espleta con meccanismi ancora poco noti e che fanno parte delle dinamiche d'interazione fra radice e rizosfera.
Fra le funzioni ecologiche, a quelle già citate, quali la protezione dall'erosione e la stimolazione dell'attività biologica in generale, va aggiunto l'importante ruolo svolto dalla sostanza organica nell'inattivazione, per adsorbimento di molteplici composti organici ad azione biotossica, sia di origine biologica (polifenoli) sia di origine sintetica (erbicidi e fitofarmaci in generale). I terreni ricchi di sostanza organica sono a tutti gli effetti importanti sistemi di smaltimento che riducono i fenomeni di inquinamento delle falde freatiche. Questo non significa che il terreno possa essere usato arbitrariamente come mezzo di smaltimento di rifiuti tossici provenienti da altre attività antropiche, ma non va trascurato il ruolo della sostanza organica nella riduzione dell'impatto ambientale di diverse sostanze che normalmente arrivano al terreno con l'attività agricola.

## La sostanza organica sotto l'aspetto agronomico
Le funzioni positive svolte dalla sostanza organica si riflettono in altrettanti benefici sotto l'aspetto agronomico. Questo concetto non si applica esclusivamente alle tecniche di agricoltura sostenibile (es. l'agricoltura biologica), ma ha una validità di carattere generale in quanto si riflette, oltre agli aspetti ambientali, anche sul costo relativo all'esecuzione di varie tecniche, con particolare riferimento alla concimazione, alle lavorazioni del terreno, all'irrigazione.
I rapporti con la concimazione riguardano in particolare la possibilità d'impostare livelli di fertilità chimica più alti beneficiando del maggiore potere assorbente che, a parità di condizioni, l'humus conferisce al terreno. Dal punto di vista economico va inoltre considerato il vantaggio di ridurre le perdite per dilavamento o per insolubilizzazione che possono riguardare rispettivamente l'azoto e il fosforo e, in casi estremi, le stesse basi quando si opera in terreni con scarso potere assorbente.
Le lavorazioni possono beneficiare delle migliori condizioni strutturali che si instaurano nei terreni che hanno una non trascurabile dotazione in argilla. L'aumento di sofficità che un'alta dotazione in sostanza organica conferisce ai terreni con tessitura fine o finissima si traduce in una minore tenacità e, in definitiva, in una riduzione dei costi energetici delle lavorazioni. Un altro aspetto importante è il miglioramento delle proprietà fisiche nei terreni gestiti con tecniche di non lavorazione attuate sia nei seminativi (sod seeding) sia negli arboreti (inerbimento). L'attuazione di queste tecniche permette di migliorare la dotazione in sostanza organica, a livelli comparabili a quelli di un suolo ricoperto da un pascolo, ed ottenere benefici in termini di resistenza al costipamento e all'erosione e, in generale, una migliore permeabilità.
I benefici sull'irrigazione derivano dalle migliori condizioni strutturali e dall'aumento della capacità di ritenuta idrica dei terreni ben dotati di sostanza organica. Ciò permette di ridurre sia le perdite per percolazione profonda, sia quelle per ruscellamento (qualora si operi in terreni in pendio). Una migliore ritenuta idrica permette inoltre di adottare una maggiore elasticità nell'impostazione dei turni di adacquamento.

## Bilancio della sostanza organica

Dinamica della sostanza organica in un terreno messo a coltura.
AB: livello stazionario nel suolo naturale
BC: livello di transizione nel suolo sottoposto a coltivazione
CD:livello stazionario nel suolo agrario
DE: livello di transizione nel suolo abbandonato

In ogni tipo di suolo la dinamica della sostanza organica è la risultante dei processi di umificazione e mineralizzazione, che si svolgono contemporaneamente sia pure con intensità differenti secondo le condizioni pedoclimatiche. Nei suoli naturali le condizioni ambientali sono sostanzialmente stabili, con eventuali variazioni periodiche nel corso dell'anno dovute alla successione delle stagioni; ciò conduce all'instaurazione di un equilibrio dinamico, dal quale scaturisce una determinata dotazione in sostanza organica che può essere alta o bassa in relazione alle condizioni pedologiche, climatiche e vegetazionali. L'alterazione di queste condizioni, come ad esempio un disboscamento, un incendio, uno sconvolgimento climatico genera un aggiustamento delle dinamiche fino al raggiungimento di un nuovo equilibrio, che in genere s'instaura su livelli più bassi.
La messa a coltura di un terreno naturale determina sempre una riduzione del tenore in sostanza organica. Ciò si deve all'alterazione del profilo pedologico causato dalle lavorazioni, alle migliori condizioni di aerazione, determinate dalle periodiche lavorazioni, che privilegiano la mineralizzazione a scapito dell'umificazione, e, in genere, alla riduzione della biomassa umificabile a causa dell'asportazione dei prodotti o della distruzione dei residui colturali. Osservando la dinamica della sostanza organica in un suolo naturale messo a coltivazione si nota una riduzione progressiva della dotazione in sostanza organica e in humus che, dopo un certo numero di anni si assesta a livelli stazionari più bassi. L'eventuale abbandono della coltivazione o l'adozione di tecniche conservative porta ad un lento incremento del tenore ma in genere il nuovo equilibrio si assesta a livelli stazionari più bassi rispetto a quelli del suolo naturale originario.
Il tenore in sostanza organica del terreno agrario è strettamente legato alle tecniche e alle rotazioni adottate in rapporto alle condizioni pedoclimatiche. Diversi sono i fattori che possono influenzare la dinamica.
Lavorazioni del terreno
Le lavorazioni periodiche interferiscono con il profilo e con la composizione della biocenosi edafica, ma soprattutto creano un aumento di porosità che si traduce in una maggiore aerazione e, di conseguenza, in una mineralizzazione più spinta. In generale abbassano dunque il tenore in sostanza organica. L'azione negativa si accentua con le lavorazioni profonde, come l'aratura e con quelle eseguite in epoca primaverile-estiva. Tecniche di gestione conservative come il sod seeding e l'inerbimento riducono notevolmente questo svantaggio.
Fertilizzazione organica

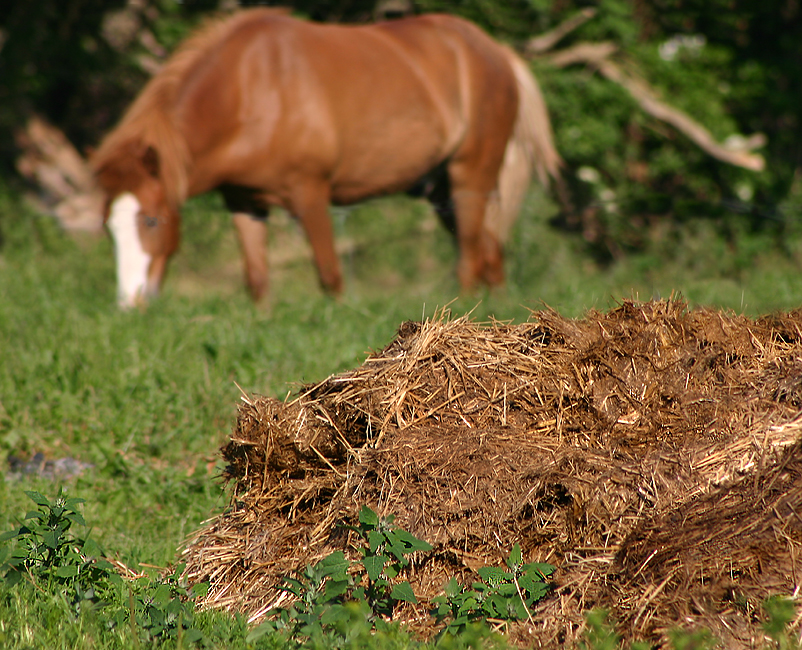
Il letame è una delle fonti di sostanza organica nei suoli agrari.

La fertilizzazione organica è fondamentale per incrementare il tenore in sostanza organica della seconda classe in quanto la biomassa incorporata si aggiunge a quella costituita principalmente dalle radici delle piante. L'efficacia della fertilizzazione è strettamente associata alla natura dei materiali apportati e in particolare ha un ruolo fondamentale il rapporto C/N che influenza il coefficiente isoumico K1.
Materiali con elevato rapporto C/N, come la paglia e i residui di potatura, che sono ricchi in lignina e cellulosa e poverissimi in azoto, hanno una decomposizione lenta e difficile, con un basso grado di mineralizzazione e di umificazione, per cui tendono ad accumularsi nel terreno senza contribuire all'umificazione. Tradizionalmente si tende in genere ad evitare l'incorporamento di grandi quantitativi di questi materiali e si asportano e destinandoli ad altri usi o, in alternativa, si bruciano in campo per sfruttare l'effetto concimante della cenere. Questa pratica, se da un lato porta a immediati benefici, nel lungo periodo riduce notevolmente la fertilità potenziale del terreno.
Materiali con basso rapporto C/N, come i liquami, la pollina e altri prodotti di origine esclusivamente animale, sono poveri in lignina e cellulosa e ricchi in azoto di natura proteica. Questi materiali sono di rapida decomposizione, ma orientata prevalentemente alla mineralizzazione. Anche in questo caso il contributo all'umificazione è modesto, tuttavia mantengono elevati livelli di fertilità chimica grazie all'apporto di considerevoli quantità di elementi nutritivi disponibili in tempi relativamente brevi ma facilmente soggetti a perdite.
Materiali con rapporto C/N equilibrato, come il letame e il compost, hanno una composizione mista, in parte di origine animale e in parte di origine vegetale. Questa condizione favorisce la decomposizione e un sostanziale equilibrio fra mineralizzazione e umificazione. In definitiva si tratta dei migliori ammendanti organici, ma per il costo elevato hanno un utilizzo limitato e, in genere, destinato ai regimi colturali più redditizi. Nell'azienda agraria tradizionale aveva un ruolo determinante la presenza dell'allevamento: questa struttura, finalizzata al mantenimento degli animali da lavoro e, secondariamente, alla produzione di latte e carne, permetteva la produzione di ingenti quantitativi di materiale organico umificabile ottimizzando il reimpiego della paglia e delle deiezioni animali. La specializzazione degli indirizzi produttivi nell'agricoltura di mercato ha ridotto notevolmente questa risorsa, incrementando la produzione di materiali organici che singolarmente contribuiscono poco a mantenere buoni livelli di humus nel suolo.
Avvicendamenti colturali
Le rotazioni colturali hanno un ruolo meno evidente ma di grande importanza per la stabilizzazione di un livello di equilibrio a ciclo poliennale. Le colture offrono differenti contributi al tenore in sostanza organica, in relazione alla quantità complessiva di biomassa prodotta e lasciata al terreno come residuo colturale. Per alcune colture l'asportazione di sostanza organica, sotto forma di prodotto sia principale sia secondario, è ingente, mentre per altre la quantità di biomassa residua è tale da contribuire in modo non indifferente al miglioramento del suolo. Su questo concetto si basa la tradizionale distinzione, ormai considerata obsoleta, fra colture miglioratrici (come ad esempio alcune colture da rinnovo e le foraggere) e depauperanti (altre colture da rinnovo e i cereali in generale). La casistica è molto vasta, ma alcuni casi specifici sono tradizionalmente citati nella letteratura come esempi chiave:
- Il prato di leguminose foraggere (es. erba medica, trifoglio) è considerato una coltura miglioratrice per eccellenza in quanto lascia nel terreno residui con un rapporto C/N quasi equilibrato grazie all'azotofissazione simbiontica.
- Il prato di graminacee foraggere (es. dattile, loietto) è considerato miglioratore in quanto accumula un notevole quantitativo di radici fini che permeano fittamente il terreno, favorendo una decomposizione che non viene disturbata dalle lavorazioni.
- Le colture da rinnovo (es. barbabietola, patata, pomodoro, mais, ecc.) sono tradizionalmente considerate miglioratrici in quanto ad esse si destina in genere la fertilizzazione organica, perciò lasciano il terreno in un migliore stato di fertilità. In generale però il contributo intrinseco alla dotazione in sostanza organica è modesto in quanto la coltivazione in file distanziate, con interfila sarchiate o diserbate, riduce notevolmente il quantitativo di biomassa prodotta. Sul bilancio complessivo della sostanza organica gioca inoltre un ruolo non trascurabile l'azione delle lavorazioni, tradizionalmente intensificate in queste colture, e la destinazione dei residui colturali: ad esempio, nella pianura del Campidano, in Sardegna, è largamente diffusa la coltivazione del carciofo; questa coltura sarebbe di per sé miglioratrice per l'abbondante biomassa prodotta, ma si comporta in effetti come sfruttatrice in quanto al termine della stagione questa biomassa viene bruciata in campo oppure imballata e destinata come foraggio agli allevamenti ovini in aziende distinte.
- Le leguminose da granella (es. la fava, il cece, la lenticchia) sono tradizionalmente considerate miglioratrici perché contribuiscono ad arricchire il terreno in materiale organico con rapporto C/N più equilibrato. In realtà l'effetto miglioratore è molto più blando rispetto a quello del prato di leguminose e queste specie si collocano meglio nella categoria delle colture da rinnovo. L'azoto prodotto dalla fissazione simbiontica, infatti, contribuisce in gran parte nel prodotto asportato, mentre i residui colturali hanno caratteristiche assimilabili a quelle della paglia; l'effetto miglioratore si limita per lo più alle masse radicali lasciate nel terreno.
- Il riposo pascolativo (es. il maggese) ha un effetto miglioratore in quanto beneficia dello sviluppo spontaneo di una vegetazione prativa ricca di graminacee e delle deiezioni lasciate dagli animali al pascolo. Questo effetto si manifesta in particolare quando il riposo pascolativo si protrae per diversi anni, fino a qualche lustro, in quanto lo stato di fertilità del suolo agrario evolve assumendo le proprietà di un pascolo vero e proprio. Questa pratica è ancora adottata in aree circoscritte, ad agricoltura estensiva, nell'Italia meridionale alternando il riposo pascolativo alla monocoltura a cereali o ad altre colture industriali. Storicamente ha avuto un ruolo non indifferente nella conservazione della fertilità organica nei terreni destinati prevalentemente alla cerealicoltura: ad esempio, in Sardegna, regione che vanta una tradizione millenaria nell'uso civico delle terre, i terreni agrari non interessati dal latifondismo e dalle servitù feudali erano di proprietà collettiva e venivano amministrati dalle autorità dei villaggi ripartendoli, a cicli pluriennali alterni, fra l'esercizio della pastorizia e l'agricoltura, prevalentemente orientata alla produzione del grano.[3] Questa tradizione ha per secoli ottimizzato il bilancio della sostanza organica nei fondi ad uso collettivo, realizzando de facto una gestione di tipo conservativo, contrapposta alla gestione depauperante che si è mantenuta nei latifondi fino al totale declino della cerealicoltura nel corso della dominazione spagnola.
- I cereali autunno-vernini (es. grano, orzo) sono tradizionalmente considerati colture depauperanti in quanto la biomassa prodotta è ridottissima ed ha scarsa attitudine all'umificazione. Con queste colture si usa asportare completamente il prodotto (granella e paglia) e tradizionalmente si procede all'incendio delle stoppie o al loro pascolamento. In definitiva il contributo alla fertilità organica è modestissimo se non addirittura negativo; basti pensare che in Italia meridionale la monosuccessione a grano e orzo, praticata per secoli nelle aree interessate dal latifondismo, ha portato ad un inesorabile impoverimento di suoli che in antichità avevano un livello elevato di fertilità.